# Fritz Möhler

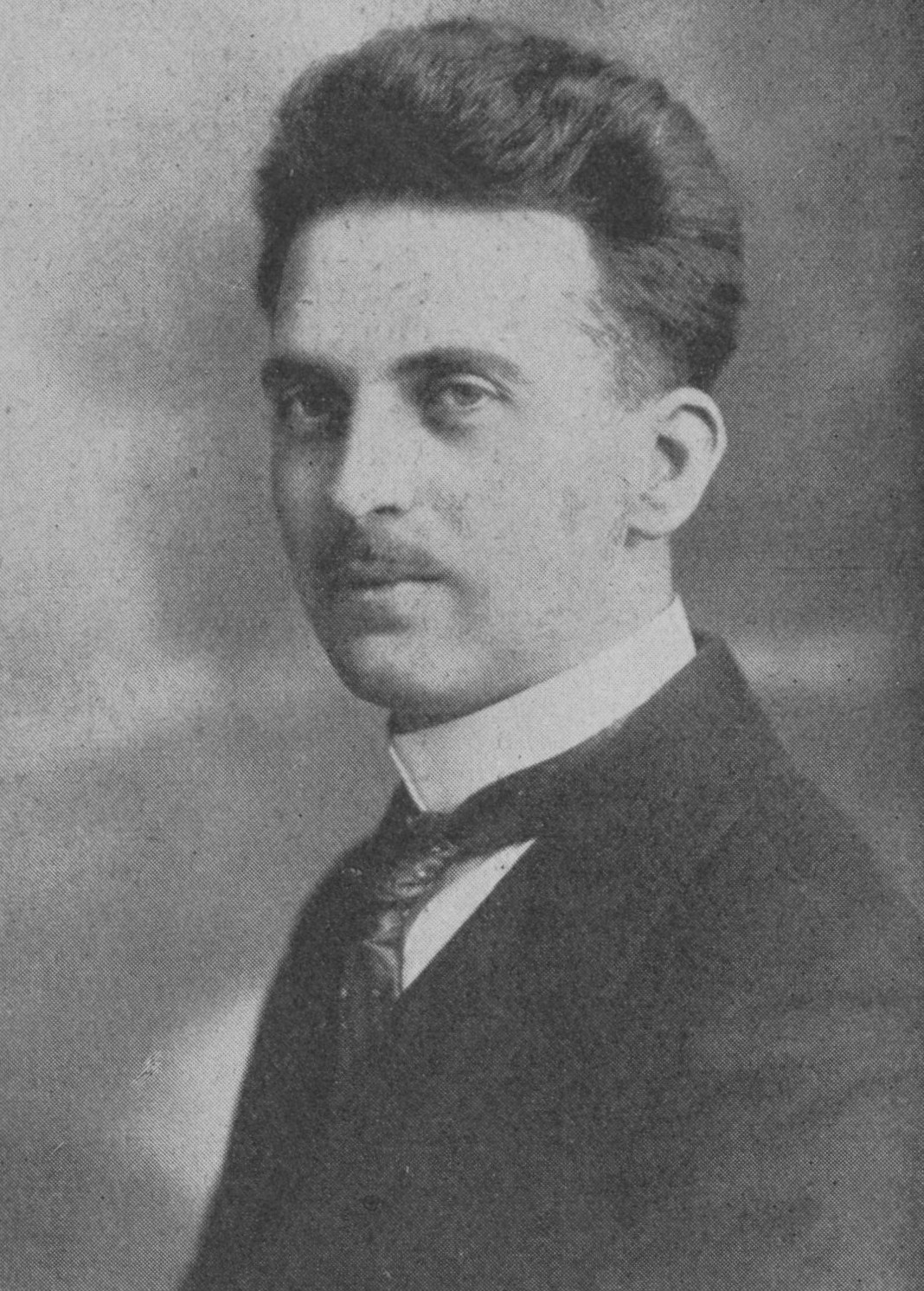
Fritz Möhler, um 1928

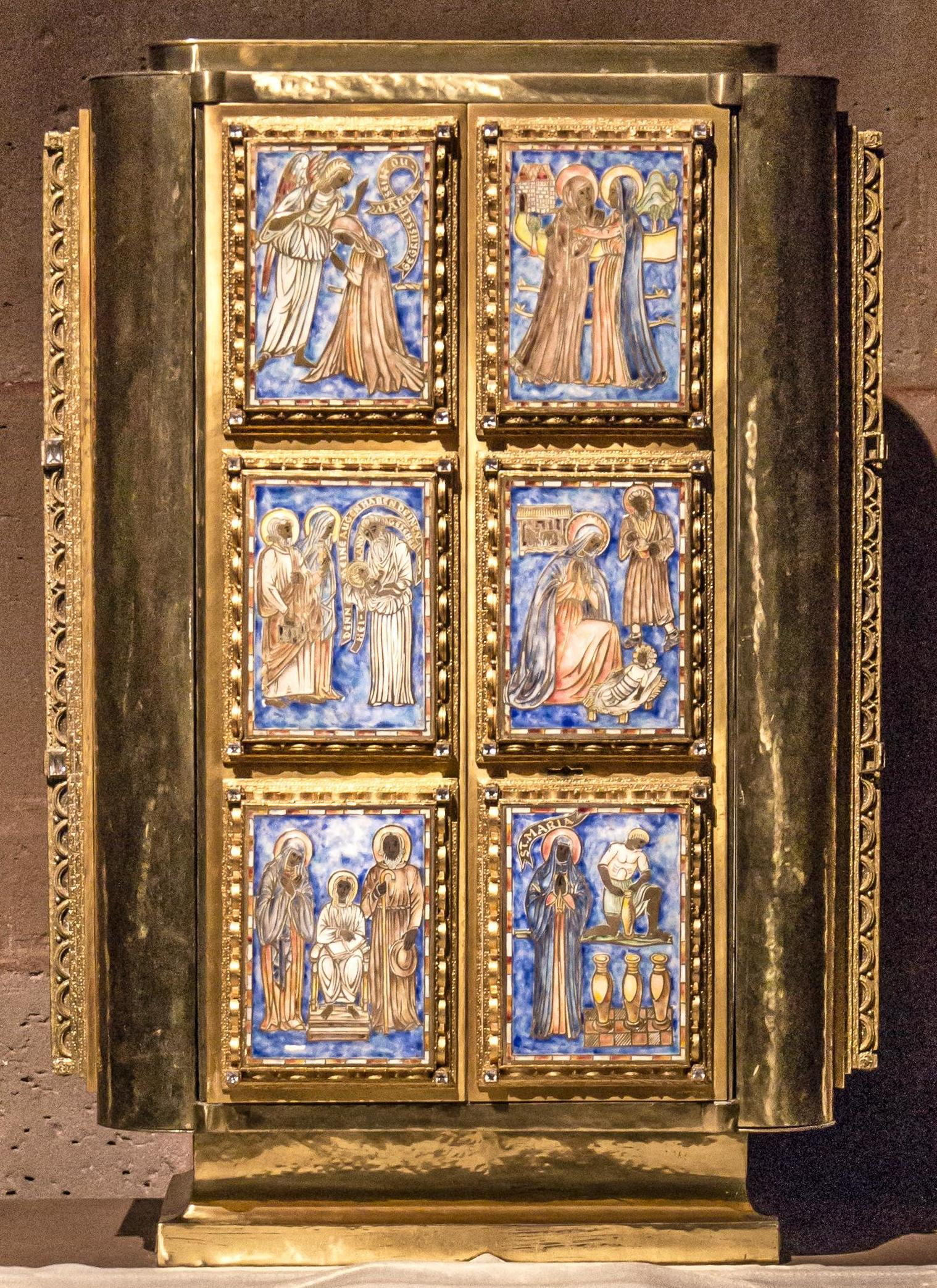
Tabernakel von Möhler im Freiburger Münster

Fritz Möhler (* 23. Oktober 1896 in Schwäbisch Gmünd; † 1. Juli 1978 ebenda) war ein deutscher Goldschmied und Professor. 

## Leben
Möhler gründete 1923 eine Werkstatt in Schwäbisch Gmünd, die im Deutschen Reich Anerkennung fand. 1946 baute Möhler die örtliche Goldschmiedeinnung auf und wurde Innungsobermeister, ein Amt, das er bis 1966 innehatte. 1948 erfolgte die Ernennung zum Professor für Goldschmiedekunst an der Staatlichen Höheren Fachschule für Edelmetallindustrie Schwäbisch Gmünd. In den 1950er Jahren war er als Landesinnungsmeister tätig und vollzog unter anderem die Zusammenführung der badischen und württembergischen Innungen. Im Mai 1957 wurde Möhler zum Stellvertretenden Präsidenten des Zentralverbandes der Deutschen Goldschmiede, Silberschmiede und Juweliere gewählt.
Möhler verstarb 1978 und wurde auf dem Gmünder Leonhardsfriedhof beigesetzt.

## Ehrungen
- 1944 Goldener Ehrenring der Gesellschaft für Goldschmiedekunst[2]
- 1968 Silberner Becher und Ehrenobermeister durch den Zentralverband der Deutschen Goldschmiede, Silberschmiede und Juweliere[2]

## Werke (Auswahl)
- Kreuzaltar im Freiburger Münster[3]
- Hängekreuz in der Basilika St. Vitus Ellwangen mit Rudolf Müller-Erb
- 1949 Amtskette des Oberbürgermeisters der Stadt Stuttgart (im Auftrag von Arnulf Klett, um die Umstände ihrer Bestellung entwickelte sich eine öffentliche Diskussion)[4][5]
- 1955 Amtskette des Oberbürgermeisters der Stadt Mannheim[6]
- 1965 Amtskette des Oberbürgermeisters der Stadt Backnang[7]

## Publikationen
- Goldschmiedearbeiten, Band 1, Schwäbisch Gmünd 1930.
- Goldschmiedearbeiten, Band 2: Kirchliche Goldschmiedearbeiten, Schwäbisch Gmünd 1930.